# Åse Michaelsen
Åse Michaelsen, tidligere Åse Schmidt, (født 4. juni 1960 i Mandal i Vest-Agder) er en norsk politiker (Frp). Hun arbejdede i mange år som godskoordinator i SAS i Tyskland og Norge og har været politiker på heltid siden hun blev valgt til Stortinget i 2005. Hun var minister for ældre og folkesundhed i Erna Solbergs regering fra 17. januar 2018 til 3. maj 2019.

## Eksterne links
- Skabelon:Offisielle lenker
- Stortinget.no - Biografi
- Fremskrittspartiet - Biografi

- Wikimedia Commons har flere filer relateret til Åse Michaelsen